# Draka
Draka (bułg. Драка) – wieś w Bułgarii, w obwodzie Burgas, w gminie Sredec. W 2023 roku liczyła 52 mieszkańców.